# دستور زبان نقش‌گرای نظام‌بنیاد
دستور زبان نقش‌گرای نظام‌بنیاد (به اختصار:دستور نظام‌بنیاد) (به انگلیسی: Systemic functional grammar) مدلی از دستور زبان است که توسط مایکل هلیدی در دهه ۱۹۶۰ توسعه یافت. دستور زبان نظام‌بنیاد بخشی از زبان‌شناسی نقش‌گرا است. اصطلاح نظام‌بنیاد برپایهٔ نگرشی است که زبان را شبکه‌ای از نظام‌ها، یا گزینه‌های جایگزینِ هم برای ساخت معنی می‌داند. اصطلاح نقش‌گرا نیز به نگرش این رویکرد زبان‌شناسی به معنا و مفهوم اشاره دارد که زبان را به صورت بالفعل و در بافت مورد بررسی قرار می‌دهد و واحد موردمطالعهٔ آن نیز بند است.

## انگارهٔ دستور نظام‌بنیاد
در دستور نظام‌بنیاد نظام زبان از سه لایهٔ معنایی فرانقش اندیشگانی، فرانقش بینافردی و فرانقش متنی شکل می‌گیرد.